# Dème de Mádytos
Le dème de Mádytos, en grec moderne : Δήμος Μαδύτου / Dímos Madýtou, est un ancien dème du district régional de Thessalonique, en Macédoine-Centrale, Grèce. Depuis 2010, il est fusionné au sein du dème de Vólvi.
Selon le recensement de 2011, la population du dème s'élève à 2 460 habitants.